# Stäppiller
Stäppiller (Mustela eversmanii) är en art i släktet Mustela som tillhör familjen mårddjur. Den lever i Östeuropa och Asien.

## Utseende
Stäppillern liknar i stort sett den vanliga illern som förekommer i Centraleuropa men har ljusare päls och är lite större. Liksom sina släktingar har den en långsträckt kropp och korta extremiteter. Pälsen på ovansidan är allmänt gulbrun till ljusbrun och den blir ännu ljusare fram till undersidan. Ett undantag är strupen, bröstet, extremiteterna och främre delen av svansen som är mörkbruna till nästan svarta. De mörkare delar i ansiktet kring ögonen och nosens ovansida liknar en ansiktsmask.
Angående storlek och vikt finns en utpräglad könsdimorfism. Hanarnas kropp har en längd mellan 37 och 56 cm och vikten går upp till 2 kg. Honor är däremot 29 till 52 cm långa och högst 1,3 kg tunga.

## Utbredning
Stäppillern förekommer i Östeuropa och delar av Asien. Dess utbredningsområde går från östra Österrike och östra Polen österut över Centralasien till Manchuriet. I syd når arten östra Nepal. Djurets habitat är öppna landskap som stäpper och halvöknar samt större odlingsmark eller vilande åker. Arten saknas i skogar och boplatser.
Allmänt ligger utbredningsområdet mellan 800 och 2 500 meter över havet och i Nepal hittades exemplar vid 5 050 meter över havet.

## Levnadssätt
Stäppillrar vistas huvudsakligen i närheten av bon från sislar och murmeldjur, som utgör deras huvudföda. De jagar även hamstrar, andra gnagare och pipharar och använder deras bon efteråt själv. Stäppillrar gräver för att komma åt sitt byte. I undantagsfall äter de även insekter, fiskar och fåglar. De tar ingen vegetabilisk föda. När tillgången till födan minskar vandrar stäppillrar till andra regioner. Liksom skunkar har stäppillrar förmåga att spruta en vätska från körtlar som sitter vid anus.
De flesta individer lever ensam när honan inte är brunstig. Äldre hannar etablerar ofta avgränsade revir och yngre exemplar kan ha ett socialt liv och dela samma gryt när regionen erbjuder mycket föda. Stäppillrar byter sina bon ofta. Arten är vanligen aktiv mellan skymningen och gryningen men ibland kan den vara dagaktiv. Stäppillerns naturliga fiender är varg, rödräv och olika rovlevande fåglar.
Över bytesdjuren kan arten drabbas av harpest, infektioner med bakterier av släktet Pasteurella och med Yersinia pestis som orsaker sjukdomen pest.

## Fortplantning
Efter parningstiden som ligger i februari och mars och en cirka 40 dagars lång dräktighet föder honan sina ungar i april eller maj. En kull omfattar tydlig mer ungar än hos den vanliga illern. Honan föder upp till 18 (i genomsnitt åtta till tio) ungdjur. Efter ungefär en månad öppnar ungarna ögonen och några veckor senare sluter honan att ge di. Först följer ungarna sin mor vid jakten. Efter tre månader är de självständiga och efter nio månader könsmogna. Ungdjur är efter två år fullt utvecklade.

## Underarter
Arten delas in i följande underarter:
- M. e. eversmanii
- M. e. admirata
- M. e. amurensis
- M. e. hungarica
- M. e. larvatus
- M. e. michnoi
- M. e. talassicus

## Stäppillrar och människor
Människor har allmänt en positiv inställning till stäppillern på grund av dess vana att äta smådjur som betraktas som ohyra. Det är inte fullständig klarlagd om tamillern utvecklades ur stäppillrar eller vanliga illrar.
Sislarnas bestånd minskar i Östeuropa och därför minskar även stäppillrarnas europeiska population. I Kina hotas arten av stäppernas omvandling till jordbruksmark som brukas intensivt. I områden där minken infördes kan den utgöra en konkurrent om samma föda. Ibland förekommer jakt på stäppillrar för att komma åt deras päls men denna jakt hotar inte artens bestånd. Arten listas av IUCN som livskraftig (LC).
Stäppillern är mycket livlig när den fångas och den betecknades därför av den amerikanska upptäcktsresanden Roy Chapman Andrews som "raseriets inkarnation".